# 전동 조향 장치
전동 조향 장치(EPS, electronic power steering)는 유압식 조향 시스템과 달리 전동식 조향 시스템이다. 기존의 기름 유압식이 아닌 모터가 기름을 대신한다. 유압식에 비해 높은 연비와 낮은 유류비 효과가 있다. SPAS, LKAS와 같은 스마트 조향 시스템을 구현할 수 있다. Column, Pinion, Rack 중 어디에 모터를 부착하느냐에 따라 C-EPS, R-EPS, P-EPS로 나뉜다. 이때, 사용하는 모터는 DC, BLAC 모터가 있다.